# Mavora Lakes

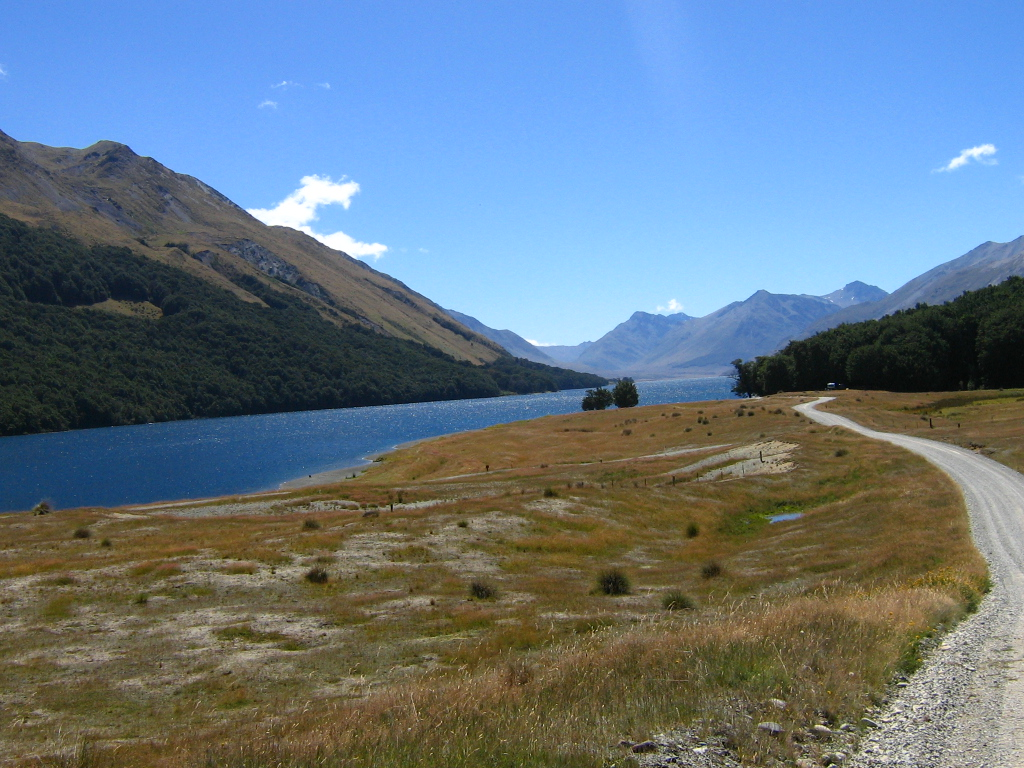
North Mavora Lake

Die Mavora Lakes sind zwei Seen auf der neuseeländischen Südinsel, North Mavora Lake und South Mavora Lake. Die Seen liegen im Nordwesten der Region Southland und entwässern über den Mararoa River in den Waiau River.
Es gibt dort einfache Campingplätze. Der Park wird vom Department of Conservation unterhalten und diente als ein Drehort von Peter Jacksons Verfilmung von Der Herr der Ringe.
Koordinaten: 45° 15′ 20″ S, 168° 10′ 5″ O